# 鹿渡 (四街道市)
鹿渡（しかわたし）は、千葉県四街道市の大字。郵便番号284-0003。

## 世帯数と人口
2022年（令和4年）2月1日現在の世帯数と人口は以下の通りである。
| 大字 | 世帯数    | 人口    |
| ---- | --------- | ------- |
| 鹿渡 | 2,709世帯 | 5,453人 |

## 小・中学校の学区
市立の小・中学校に通学する場合、学区は以下の通りである。
| 地域 | 小学校                                    | 中学校                                          |
| ---- | ----------------------------------------- | ----------------------------------------------- |
| 一部 | 四街道市立中央小学校 四街道市立栗山小学校 | 四街道市立四街道中学校 四街道市立四街道北中学校 |

## 施設
- 四街道市役所
- 千葉県立四街道高等学校
- 四街道市立中央小学校
- 四街道中央公園
- 国立病院機構下志津病院
- 千葉県立四街道特別支援学校
- 四街道市消防本部・四街道消防署
- 住友林業建築技術専門校

## 交通

### 鉄道
- 地内に鉄道駅はない。四街道の総武本線四街道駅が利用できる。